# Thabo Matlaba
Thabo Matlaba (* 13. Dezember 1987 in Tembisa) ist ein südafrikanischer Fußballspieler. Er spielt seit 2012 bei den Orlando Pirates in der Premier Soccer League.

## Werdegang

### Verein
Matlaba spielte in seiner Jugend für die Leicester City South Africa und den Mighty Tigers FC, bevor er 2010 seinen ersten Profivertrag bei den Free State Stars in der Premier Soccer League erhielt. Dort spielte er eineinhalb Jahre und bestritt 33 Ligaspiele, in denen er drei Tore schoss. Zur Sommerpause der Saison 2011/12 wechselte er ligaintern zu den Orlando Pirates, mit denen er sich in seiner ersten Saison den Meistertitel sicherte. Sein Debüt für die Pirates gab er am 18. Spieltag in der Startelf beim 1:0-Sieg gegen Maritzburg United. In der Saison 2013/14 gewann Matlaba mit dem Verein den Nedbank Cup, den südafrikanischen Fußballpokal.

### Nationalmannschaft
Sein Debüt in der südafrikanischen Nationalmannschaft gab er am 14. Mai 2011 im Spiel gegen die tansanische Nationalmannschaft. Bis November 2017 bestritt er insgesamt 28 Länderspiele und schoss dabei ein Tor.

## Erfolge
Orlando Pirates
- Südafrikanischer Meister: 2011/12
- Südafrikanischer Pokalsieger: 2013/14